# 7-й отдельный гвардейский мотострелковый полк
7-й отдельный гвардейский мотострелковый Пролетарский Московско-Минский ордена Ленина, дважды Краснознамённый, орденов Суворова и Кутузова полк (сокр. 7 омсп, в/ч 06414) — тактическое формирование Сухопутных войск Российской Федерации.
Формирование входит в состав 11-го армейского корпуса. Пункт постоянной дислокации — г. Калининград Калининградской области.

## История
7-й отдельный гвардейский мотострелковый полк наследует награды, исторический формуляр, боевую славу и почётные наименования 1-й гвардейской мотострелковой Пролетарской Московско-Минской ордена Ленина, дважды Краснознамённой, орденов Суворова и Кутузова дивизии.
29 декабря 1926 г. на базе отдельного Московского стрелкового полка сформирована 1-я Пролетарская стрелковая дивизия. В 1936 г. в честь 10-летия со дня образования и за успехи в боевой и политической подготовке ЦИК СССР наградил дивизию Почётным революционным Красным Знаменем, которое приравнивается к ордену Красного Знамени, а 15 её командиров награждены орденами Ленина и Красного Знамени. Дивизии было присвоено почетное наименование «Московская».
В первые дни Великой Отечественной войны, 26 июня 1941 г., военнослужащие соединения получили боевое крещение на реке Березине, став железной стеной против одного из танковых корпусов Гейнца Вильгельма Гудериана. 31 августа 1941 г. за беспримерный подвиг в тяжёлых оборонительных боях дивизия была награждена орденом Красного Знамени, а 22 сентября ей, одной из первых, присвоено почётное звание «Гвардейская».
18 декабря 1941 г. военнослужащие соединения защищали подступы к Москве и под Наро-Фоминском перешли в наступление. К 15 января 1942 г. дивизия вышла на подступы к реке Верее. В течение 1942 г. и зимы 1943 г. соединение, действуя в составе 43-й и 16-й армий, было задействовано в освобождении городов Медынь, Вязьма, Калуга, Сухиничи.
В июле — августе 1943 г. дивизия в составе 11-й гвардейской армии принимала активное участие в Курской битве. Во второй половине августа 1943 г. в составе Брянского фронта дивизия задействовалась в боях за освобождение городов Карачев и Брянск. В течение зимы 1943—44 гг. соединение вело тяжёлые наступательные бои на Витебском направлении. За беспримерные подвиги при освобождении столицы Советской Белоруссии города Минск 13 июля 1944 г. дивизия получила наименование «Минская».
14 ноября 1944 г. за образцовое выполнение заданий командования по прорыву обороны и вторжение в пределы Восточной Пруссии, проявленные при этом доблесть и геройство дивизия была награждена орденом Ленина.
В январе — апреле 1945 г. военнослужащие соединения в составе войск 11-й гвардейской армии вели ожесточённые бои за Гумбиннен, Альтенберг и другие сильно укрепленные опорные пункты противника в Восточной Пруссии. К апрелю 1945 года воинские части дивизии, преодолевая упорное сопротивление фашистов, подошли с боями вплотную к Кёнигсбергу и первыми ворвались в город. 9 апреля 1945 Москва салютовала героям штурма Кёнигсберга, извещая мир о разгроме Восточно-Прусской группировки.
С 21 по 26 апреля дивизия была задействована в уничтожении группировки вермахта в районе Пиллау. Боевые действия дивизии в Великой Отечественной войне были закончены штурмом города Пиллау.
28 мая 1945 г. за героизм и мужество при штурме Кёнигсберга дивизия была награждена орденом Кутузова II степени.
За годы войны 16 воинов дивизии были удостоены звания Героя Советского Союза. 17 улиц Калининграда названы именами героев-гвардейцев «Пролетарки». За годы Великой Отечественной войны через ряды 1-й гвардейской дивизии прошло более ста тысяч человек. 25 комплектов командиров рот и взводов сменилось с 1941 по 1945 годы. Большинство из них погибли".
В 1957 году 1-я гвардейская стрелковая дивизия переформирована в 1-ю гвардейскую мотострелковую дивизию с сохранением преемственности, регалий и боевой славы.
1 июня 2002 года дивизия переформирована в 7-ю отдельную гвардейскую мотострелковую бригаду.
1 декабря 2008 г. соединение переформировано в 7-й отдельный гвардейский мотострелковый полк.
СБУ обвиняет двоих военнослужащих полка в военных преступлениях в ходе вторжения РФ в Украину в 2022 году. По данным службы, весной 2022 года в захваченных частях Купянского и Изюмского районов Харьковской области российские войска задерживали и убивали местных жителей, крали имущество, бытовую технику, в том числе 6 легковых и грузовых автомобилей, которые намеревались переправить в Россию. СБУ подозревает военнослужащего РФ Виталия Поддубного в убийстве местного фермера в селе Безмятежное Купянского района, после чего Поддубный вместе с Алексеем Горбуновым и военнослужащим 202 полка Русланом Гончаровым расчленили и сожгли тело. Военные заочно подозреваются в нарушении законов и обычаев войны.

## Музеи боевой славы
В музее боевой славы «Пролетарки» собраны уникальные документы и экспонаты, картины и подлинные фотографии, отражающие славную историю дивизии. Имеется стенд, где собраны материалы и вещи знаменитого маршала артиллерии Николая Николаевича Воронова. Один из самых ценных экспонатов — авторучка фирмы «Паркер» и именной пистолет системы «Маузер», принадлежавшие Воронову. Этой авторучкой он подписал ультиматум с предложением о капитуляции войск 6-й армии генерала-фельдмаршала Паулюса, окружённой под Сталинградом, в 1942 году. Имеется портрет и вещи другого маршала артиллерии — Митрофана Ивановича Неделина, который погиб на Байконуре при взрыве ракеты на испытаниях в 1960 году. Неделин и Воронов командовали артиллерийским полком дивизии.
Заместитель командира отряда «Аванпорт — Поиск», ветеран ВМФ России, в прошлом — командир десантного катера — Радул Бузут передал на вечное хранение в музей Боевой славы командиру 7-го гв. мотострелкового полка Сергею Зиброву орден Славы III степени и две медали «За отвагу», которыми был награждён гвардии ефрейтор Иван Васильевич Лекарев. Останки геройски погибшего радиотелеграфиста 35-го гв. артиллерийского полка 1-й гв. стрелковой дивизии 11-й гв. армии И. В. Лекарева были обнаружены на линии обороны Пиллау, примерно на десятом километре обороны со стороны моря, поисковиками отряда «Аванпорт — Поиск» в январе 2014 года. В данном районе были найдены останки девяти артиллеристов, погибших в ходе штурма Пиллау в апреле 1945 года. Только у одного из них сохранились награды, по ним и определили имя героя — Ивана Васильевича Лекарева, который спрятал их за поясом.
Останки красноармейцев из 1-й гвардейской стрелковой дивизии были перезахоронены на мемориале в Приморске в апреле 2015 года в ходе «Вахты памяти», а награды И. В. Лекарева переданы в музей боевой славы дивизии.
Также действует Народный музей боевой славы 1-й гвардейской мотострелковой Пролетарской, Московско-Минской, ордена Ленина, дважды Краснознамённой, орденов Суворова и Кутузова дивизии в средней школе № 120 г. Минска.